# Jüri Allik

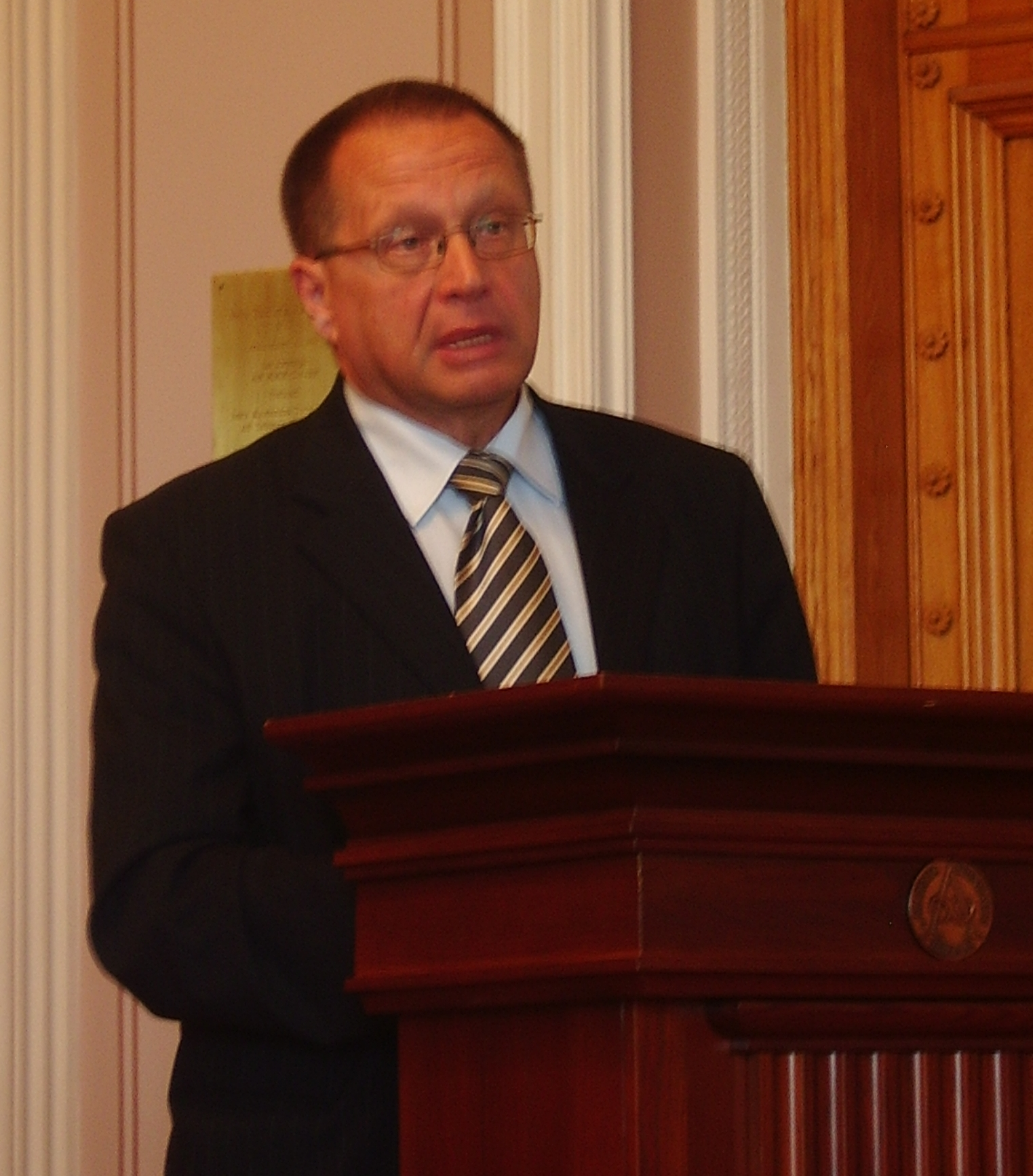
Jüri Allik

Jüri Allik (n. 3 martie 1949, Tallinn) este un psiholog eston. Din 2002, este profesor de psihologie experimentală la Universitatea din Tartu, cea mai faimoasă universitate din Estonia.